# Wilhelm Block (Forstmeister)
Wilhelm Georg Philipp Ludwig Jacob Block (* 25. April 1826 in Richen (Groß-Umstadt); † 30. September 1902 in Gießen) war ein deutscher Forstinspektor.

## Leben
Wilhelm Block war ein Sohn des Ferdinand Block (1785–1853) und dessen Ehefrau Susanne Lang (1800–1868) und absolvierte nach dem Abitur ein Studium der Forstwissenschaften an der Justus-Liebig-Universität Gießen, wo er Mitglied des Corps Hassia-Gießen zu Mainz war. Er wurde zunächst Forstakzessist in Richen, wo sein Vater als Oberförster tätig war. Bevor er am 13. Juli 1861 Oberförster in Alsfeld wurde, leitete er in Wendelsheim in Rheinhessen ein Forstrevier. Im Oktober 1884 übernahm er als Forstmeister die Oberförsterei Gießen.
Im September 1889 wurde ihm der Charakter Forstinspektor verliehen.
Am 24. August 1898 wurde er auf eigenen Wunsch in den Ruhestand versetzt.

### Familie
Am 24. September 1859  schloss er in Darmstadt mit Johanne Ferdinande Frey (1831–1883) die Ehe, aus der die Kinder Ludwig (1860–1930, Oberförster), Rudolf (1865–1953, Staatsrat) und Emmy (1868–1942, ∞ Dr. Karl Dietz) hervorgegangen sind.

### Auszeichnungen
- 25. November 1893 Verdienstorden Philipps des Großmütigen Ritterkreuz I. Klasse
- 24. August 1898 Krone zum Ritterkreuz des Verdienstordens Philipps des Großmütigen